# Directrices de software libre de Debian
Las directrices de software libre de Debian (DFSG) son un conjunto de directrices o criterios que el proyecto Debian utiliza para determinar si una licencia de software es una licencia de software libre, la que a su vez se utiliza para determinar si algún software puede incluirse en la distribución principal de Debian.
Las directrices establecen estos requisitos:
- libre redistribución
- inclusión del código fuente
- permitir que las modificaciones y trabajos derivados sean hechos bajo la misma licencia
- integridad del código fuente del autor, se debe permitir cuando menos la distribución de modificaciones por medio de parches
- sin discriminación de personas o grupos
- sin discriminación de áreas de iniciativa, como el uso comercial
- distribución de la licencia, se necesita aplicar a todo al que se redistribuya el programa
- la licencia no debe ser específica a Debian, básicamente reiteración del punto anterior
- la licencia no debe contaminar otro software

Ejemplo de estas licencias son la GPL, la licencia BSD y la licencia Artistic.
La Definición de Open Source fue creada a partir de las DFSG.
Los intérpretes reales de las DFSG son los miembros del grupo legal de Debian, los suscriptores de la lista de correos debian-legal. El equipo ftpmaster de Debian toma las decisiones finales acerca que en qué sección (libre o no libre) se coloca un nuevo paquete cargado, pero tienden a discutir en la lista debian-legal los casos de controversia.
Este grupo utiliza las DFSG para determinar si un software es libre. También utiliza varias pruebas relacionadas para examinar las consecuencias de la licencia propuesta. Las pruebas comunes (descritas en la página de preguntas frecuentes) son las siguientes:
- Prueba de la isla desierta. Se imagina a un náufrago en una isla desierta con una computadora alimentada por energía solar. Esto hace imposible que se cumpla cualquier requisito de hacer cambios disponibles públicamente o enviar parches a algún lugar en particular. Se mantiene incluso si tales requisitos son solo a solicitud, ya que el náufrago podría ser capaz de recibir mensajes pero no de enviarlos. Para ser libre, el software debe ser modificable por este infortunado náufrago, quien debe ser capaz de compartir sus modificaciones con sus amigos en la isla.
- Prueba del disidente. Se considera a un disidente de un estado totalitario que desea compartir una porción de software modificado con sus compañeros disidentes, pero no desea revelar la identidad del autor de los cambios o directamente revelar las modificaciones mismas o inclusive revelar la posesión del programa al gobierno. Cualquier requisito de envío de modificaciones de fuentes a otro cualquiera que el receptor del binario modificado - de hecho cualquier distribución forzada en absoluto, distinta de entregar las fuentes a aquellos que reciban una copia del binario - pondría al disidente en peligro. Para que Debian considere al software como libre este no debe requerir ninguna distribución excesiva.
- Prueba de los tentáculos del mal. Se imagina que el autor es contratado por una gran corporación malvada, ahora en su sumisión, intenta hacer lo peor a los usuarios del programa: hacer sus vidas miserables, hacer que dejen de usar el programa, exponerlos a demandas legales, hacer el programa no-libre, descubrir sus secretos, etc. Lo mismo puede suceder con una corporación que es adquirida por otra mayor ligada a la destrucción del software libre para mantener su monopolio y extender su malvado imperio. ¡La licencia no puede permitir que incluso el autor elimine las libertades requeridas!

El grupo también examina problemas prácticos como la incompatibilidad con la GPL.